# Minardi M190
A Minardi M190 egy Formula–1-es versenyautó, amellyel a Minardi csapat versenyzett az 1990-es Formula–1 világbajnokság során. Pilótái Pierluigi Martini és Paolo Barilla voltak, a szezon legvégén pedig az utóbbit váltó Gianni Morbidelli.

## Áttekintés
A szezon első két versenyén még az átdolgozott M189B autóval indultak, pontot nem szereztek vele. Az új autó Imolában mutatkozott be, és nem változtatták meg radikálisan, tulajdonképpen az M189 alapjain nyugodott.
Rögtön az első bevetése alkalmával Martini hatalmas balesetet szenvedett, és úgy összetörte az autót, hogy a futamon már nem is indulhatott. Barilla célba ért a tizenegyedik helyen - a szezon során ez volt a legjobb eredménye. Monacóban akár kettős pontszerzésre is lehetett volna esélyük, ha műszaki hibák miatt nem esnek ki. Mexikót követően a csapat pocsék formába került, Martini sorozatban négyszer is kiesett, Barilla pedig volt, hogy kvalifikálni sem tudta magát. Miután ez a helyzet állandósult, Barillát kirúgták, a helyére Morbidelli ülhetett, de ő a két versenyen, amin indult, mindkétszer kiesett. Összességében nulla ponttal zárta a csapat az idényt, ami az előző évi jó formájukhoz képest nagy visszaesés volt.

## Eredmények
(félkövérrel jelölve a pole pozíció; dőlt betűvel a leggyorsabb kör)
| Év   | Csapat       | Motor             | Gumik | Pilóták           | 1   | 2   | 3   | 4   | 5   | 6   | 7   | 8   | 9   | 10  | 11  | 12  | 13  | 14  | 15  | 16  | Pontok | Helyezés |
| ---- | ------------ | ----------------- | ----- | ----------------- | --- | --- | --- | --- | --- | --- | --- | --- | --- | --- | --- | --- | --- | --- | --- | --- | ------ | -------- |
| 1990 | Minardi Team | Ford-Cosworth DFR | P     |                   | USA | BRA | SMR | MON | CAN | MEX | FRA | GBR | GER | HUN | BEL | ITA | POR | ESP | JPN | AUS | 0      | -        |
| 1990 | Minardi Team | Ford-Cosworth DFR | P     | Pierluigi Martini |     |     | NI  | KI  | KI  | 12  | KI  | KI  | KI  | KI  | 15  | KI  | 11  | KI  | 8   | 9   | 0      | -        |
| 1990 | Minardi Team | Ford-Cosworth DFR | P     | Paolo Barilla     |     |     | 11  | KI  | NK  | 14  | NK  | 12  | NK  | 15  | KI  | NK  | NK  | NK  |     |     | 0      | -        |
| 1990 | Minardi Team | Ford-Cosworth DFR | P     | Gianni Morbidelli |     |     |     |     |     |     |     |     |     |     |     |     |     |     | KI  | KI  | 0      | -        |